# Высший административный суд Польши
Вы́сший администрати́вный су́д По́льши (пол. Naczelny Sąd Administracyjny, NSA) — высшая судебная инстанция Польши по административным делам, которая осуществляет контроль за деятельностью публичной администрации.
Высший административный суд состоит из 85 судей, назначаемых Президентом по предложению Всепольского Судебного Совета на неопределённый срок. Председатель назначается Президентом из двух кандидатов, представляемых Общим собранием судей Высшего административного суда на 6 лет.

## История
Административная юстиция ранее существовала во второй Польской республике, но была ликвидирована после Второй мировой войны по причине того, что в Польше стала формироваться советская модель организации государства. Постепенное восстановление системы административных судов началось в 1980-е годы с созданием Высшего административного суда необходимого для судебного контроля за деятельностью исполнительных органов власти и должностных лиц.

## Юрисдикция
Главной задачей Высшего административного суда является рассмотрение апелляционных жалоб на решения нижестоящих административных судов, также суд проверяет на соответствие законам страны акты, принимаемые органами территориального управления воеводств и органами местного самоуправления; разрешает споры о компетенции между органами местного самоуправления.
Предметом судебного рассмотрения чаще всего выступают решения административных органов и их чиновников в различных сферах жизнедеятельности, в том числе служебное бездействие, если они нарушают чьи-либо права и законные интересы. По свидетельству председателя суда каждый год судом рассматривается более 45 тысяч дел.

## Структура
Высший административный суд состоит из трёх палат, руководимых заместителями председателя:
- Коммерческая палата — рассматривает вопросы, связанные с торговлей, таможенным контролем и предпринимательской деятельностью.
- Финансовая палата — рассматривает вопросы, связанные с налогообложением и другими обязательными платежами в бюджет.
- Палата по общим вопросам административного права — рассматривает все остальные вопросы.

## Председатели суда
- Сильвестр Завадский (1980—1981)
- Адам Зелинский (1982—1992)
- Роман Марек Гаузер (1992—2004)
- Януш Тржчинский (2004—2010)
- Роман Марек Гаузер с 2010 года